# Philippe Gourreau de La Proustière
Philippe Gourreau de La Proustière (1611-1694) est un prêtre et écrivain français.

## Biographie

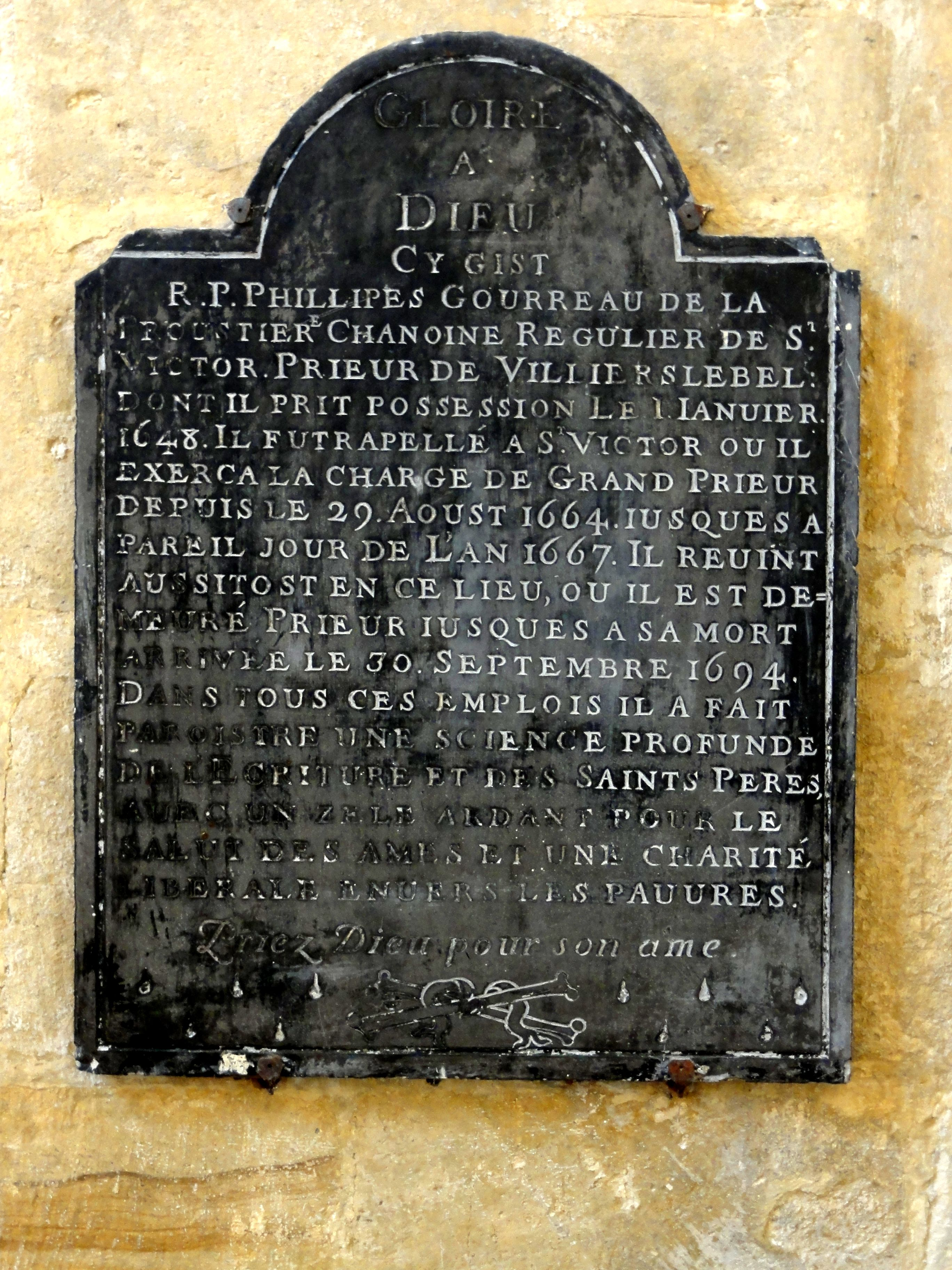
Épitaphe dans l'église Saint-Didier de Villiers-le-Bel.

Philippe Gourreau de La Proustière est né à Paris en 1611 dans une famille de robe. Le 17 février 1628, il devient chanoine régulier de l'abbaye Saint-Victor de Paris, située sur la rive gauche de la Seine. En 1642, il est choisi comme sous-prieur. Il devient en 1648 prieur curé de Villiers-le-Bel, village situé au nord de Paris, charge qu'il conserve jusqu'à sa mort le 30 septembre 1694, mais avec une interruption du 29 août 1664 au 29 août 1667 où il revient à Saint-Victor en qualité de grand prieur. Il est enterré en l'église prieurale et paroissiale Saint-Didier, à Villiers-le-Bel, au pied d'un pilier proche de l'autel, et sa sépulture a été marquée par une longue épitaphe sur une plaque de marbre noir.

## Œuvre
- Mémoires. Il est surtout connu pour ses Mémoires, dont les manuscrits sont conservés à la Bibliothèque nationale de France[4]. Cet ouvrage est un témoignage intéressant sur la vie religieuse parisienne et sur une communauté paroissiale d'Île-de-France au XVIIe siècle.

- Vita et martyrium magistri Thomae canonici regularis et prioris S. Victoris, a Philippo Gourreau, Paris, 1665.

Il existe par ailleurs des Papiers autographes à la bibliothèque de l'Arsenal.